# Urrea de Gaén
Urrea de Gaén è un comune spagnolo di 582 abitanti situato nella comunità autonoma dell'Aragona.

## Galleria d'immagini

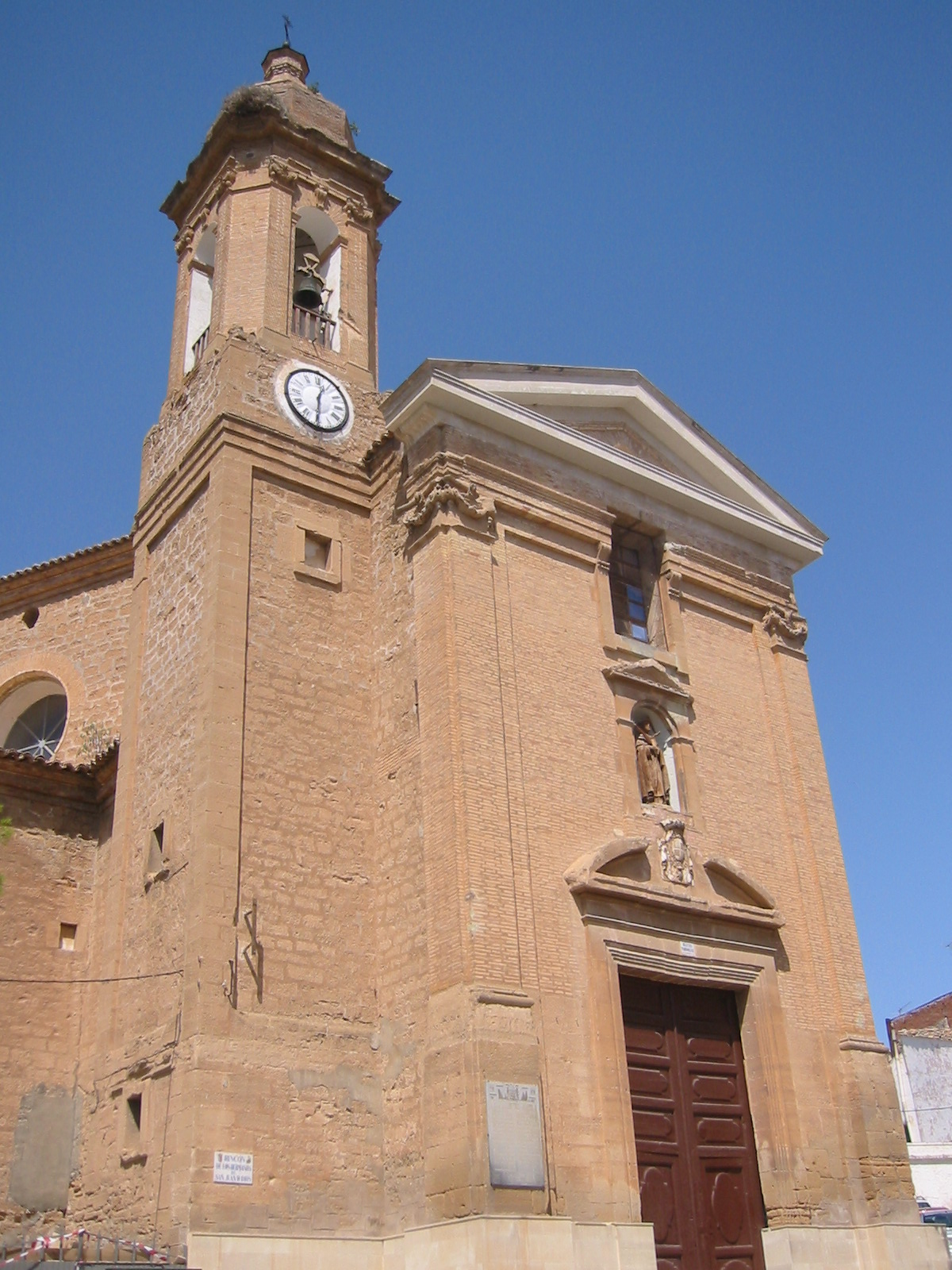
chiesa